# Bacia turca
Bacia turca (português brasileiro) ou retrete turca (português europeu) é a denominação do modelo de vaso sanitário cujo estilo, ao contrário do ocidental, é disposto próximo do nível do chão.

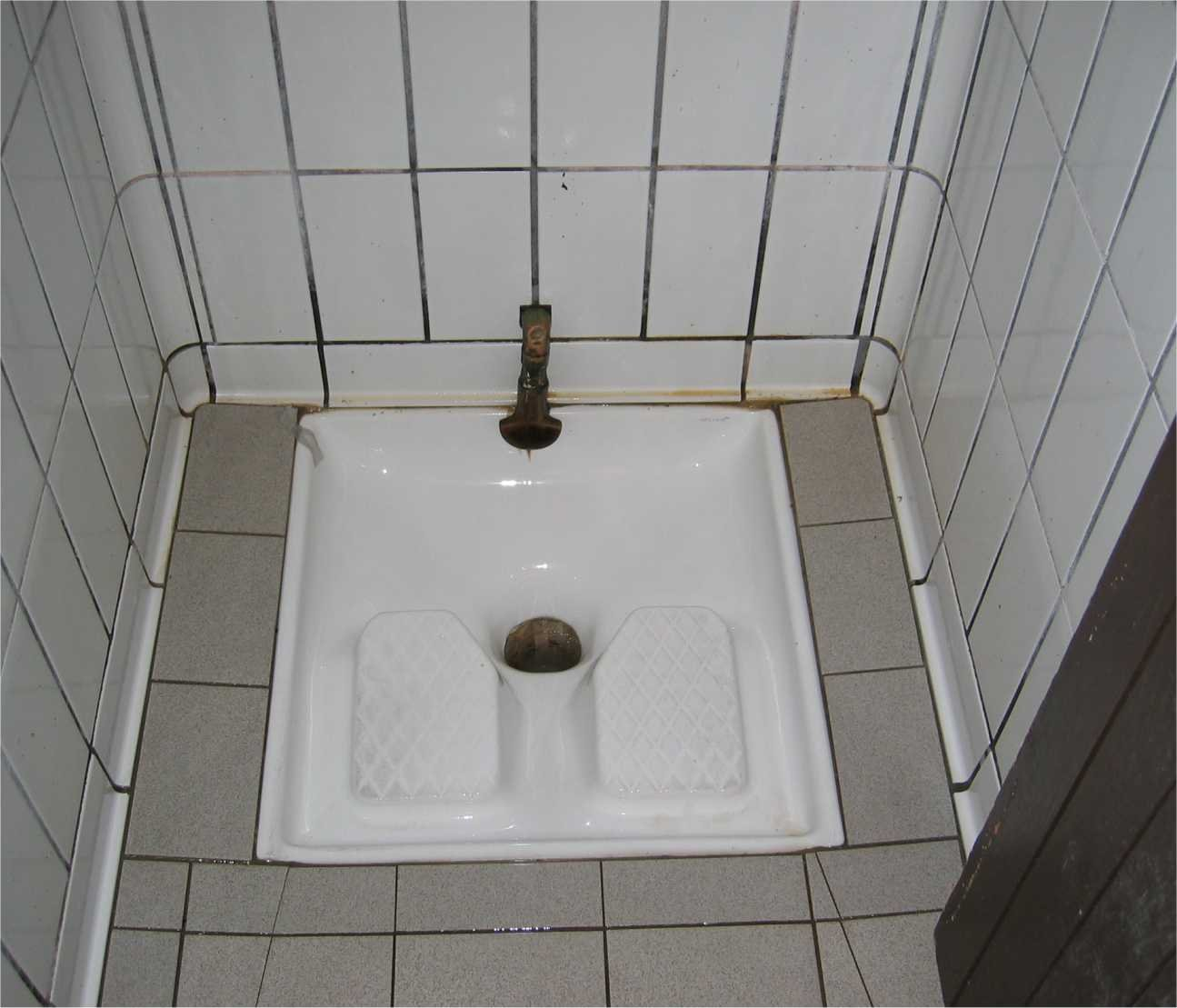
Retrete turca

Também conhecido como alaturka, deriva da sua grande utilização na Turquia, mas também é utilizado em banheiros públicos e em alguns países do oriente como a China. É ainda muito usado em Portugal, nos banheiros públicos; mas, atualmente, está a cair em desuso.
Em algumas regiões do Brasil é chamado de "Privada-de-freira"